# Dany Mann
Dany Mann ook wel Danny Mann of Sybille Pagel, geboren als Sybille Danielle Pagel (Stettin, 21 februari 1938 - München, 29 mei 2010) was een Duitse schlagerzangeres, jazzzangeres en artieste.

## Carrière
Sybille Pagel was het derde en jongste kind van een rijke ondernemersfamilie. Tijdens de Tweede Wereldoorlog vluchtte ze met haar moeder naar Hannover en later verhuisde ze naar haar tante, de schrijfster Eva Döring naar Bazel. Na het einde van de oorlog keerde ze naar Hannover terug, waar ze haar schooldiploma haalde. Daarna schreef ze zich in bij de Akademie für Musik und Theater. Ze trad op als zangeres van de New Jazz Group Hannover. Vanaf het midden van de jaren 1950 volgden optredens op talrijke befaamde jazzfestivals.
Vrienden overtuigden haar om mee te doen aan de zangwedstrijd Die große Chance, georganiseerd in 1955 door het platenlabel Electrola. Ze behoorde samen met Ralf Bendix en de pianist Ingfried Hoffmann tot de drie winnaars, die een platencontract kregen aangeboden. Haar eerste single, geproduceerd door Hans Bertram en gearrangeerd door Paul Kuhn, werd echter een flop. Ook in 1956 konden twee gepubliceerde singles zich niet plaatsen in de hitparaden. Naast de jazz en het acteren bleven plaatopnamen een interessante bezigheid.
In 1957 ondertekende ze een contract bij het platenlabel Polydor, waar ze onder haar burgerlijke naam met producenten en muzikanten samenwerkte, waaronder Erich Bender, Bert Kaempfert, Werner Müller en Horst Wende. In 1958 verwisselde ze Hamburg voor de Polydor-studio in Wenen naar de succesvolle muziekproducent Gerhard Mendelson, die haar als Dany Mann presenteerde. Met het covernummer Sexie Hexy (Stupid Cupid) lukte haar de doorbraak. Bij plaatopnamen, concerttournees en film- en tv-optredens werkte ze samen met beroemde collega's, waaronder Louis Armstrong, Karlheinz Böhm, Johannes Fehring, Günther Frank, Erwin Halletz, Harald Juhnke, Peter Kraus, Werner Scharfenberger en Peter Weck.
Dany Mann leerde tijdens filmopnamen de showpresentator en schlagerzanger Chris Howland kennen en begon een verhouding met hem. Howland attendeerde muziekproducent en componist Heinz Gietz op zijn partner, die in 1960/1961 wederom van platenlabel wisselde naar Electrola. Met het covernummer Norman (1962) van de Engelse zangeres Sue Thompson, dat 20 weken in de Duitse hitlijst bleef, scoorde ze weer een succes. Maar net zoals bij Polydor, ging de plaatverkoop niet van een leien dakje. In 1964 publiceerde ze haar laatste single bij Electrola, hetgeen tevens de beëindiging van haar schlagercarrière betekende. Ze richtte zich nu meer op haar carrière als actrice en speelde ook serieuze filmrollen. Samen met haar broer Helli Pagel nam ze in 1966 bij het platenlabel Vogue Records haar laatste album Brüderlein Schwesterlein – Deutsche Volkslieder op. Dany Mann concentreerde zich verder op het acteren. Ze acteerde in theaters en stond regelmatig voor de camera in bioscoop- en tv-films.

## Privéleven
In 1956 trouwde ze met de Brit John Mann, met wie ze al enige tijd verloofd was. Ze vertrok met hem naar Amsterdam, waar ze optrad als jazzzangeres onder het pseudoniem Dany Mann. Iets later werd het huwelijk ontbonden. Naderhand had ze nog een verhouding met Chris Howland. Nadat haar verhouding met Chris Howland was beëindigd, huwde ze de Oostenrijkse filmregisseur Herbert Vesely (1932 tot 2002). Na de geboorte van haar zoon richtte ze zich meer op haar taak als huisvrouw en moeder. Sinds de dood van haar echtgenoot leefde ze teruggetrokken in München. Ten slotte begon ze te dementeren en werd ze verzorgd in een verzorgingstehuis voor senioren. Ze overleed in een ziekenhuis in München.

## Discografie

### Singles A- en B-kant

#### Als Sybille Pagel
- 1955: Tingel-Tangel-Tingel Tambourin / Es war einmal ein Lama
- 1956: O, Bang, Jiggely Jang / Heut' tanz ich ohne Schuh
- 1956: Bella Tschitschina / Dieter
- 1957: Mary, Mary / Ole Mucha Cha
- 1958: Panama Boy / Ein Mann, der immer treu sein kann
- 1958: Das ist mein Hobby / Auf der Gamsbockalm
- 1958: Dicki / Dingeling (Schön ist eine kleine Liebesreise)

#### Als Danny Mann
- 1958: Sexie Hexy / Hula Hoop
- 1958: Ring-Ding-Ding / Mein zweites Ich
- 1958: (Honey Baby) Du paßt so gut zu mir (met Peter Kraus), A-kant: Come On And Swing (Peter Kraus)
- 1958: Hallo My Boy / Verlaß mich nie

#### Als Dany Mann
- 1959: Sag mir nichts vom Mondschein / Na Baby wie geht's?
- 1959: Weil ich noch jung bin / Liebe auf den ersten Blick (met Günther Frank)
- 1959: Hallo My Boy / Nou Baby, hoe gaat 't?, Nederlandse opnamen
- 1959: Alle Tage Liebe / Wir versteh'n uns fabelhaft (met Günther Frank)
- 1960: So ein Mann / Du sagst jeden Tag
- 1960: Leider falsch verbunden / Ich will keine Schokolade
- 1960: Aber nachts um vier / Blondes Gift aus Texas
- 1960: Abdullah / Ich fühl' mich so ...hm ...hm
- 1961: Hallo Dream Boy / Wie gefährlich
- 1961: Hallo Dream Boy / Wat gevaarlijk, Nederlandse opnamen
- 1962: Norman / Ich seh's jedem Mann an den Augen an
- 1962: Komm, laß dem Kind den bunten Luftballon / Du hast leider keine Ahnung
- 1963: Ich lese abends keinen Krimi / Willy kann
- 1963: Happy Sing-Song (met Jacqueline Boyer en Peter Weck), A-kant: Der Pianist hat keine Ahnung (Peter Weck)
- 1963: Mister Wunderbar / Toni
- 1964: Hippy Hippy Shake / Das ist neu
- 1967: Mädel ruck, ruck, an meine grüne Seite / Es waren zwei Königskinder (met Helli Pagel)

### Lp's
- 1962: Evergreens aus dem Schlagerkeller (met Ralf Bendix, Chris Howland en Bill Ramsey)
- 1966: Brüderlein Schwesterlein - Deutsche Volkslieder (met Helli Pagel)
- 1966: Neue Revue: Deutsche Volkslieder -  Dany Mann & Helli Pagel
- 1981: Na Baby, wie geht's?

### CD's
- 1989: Sexie Hexy, bevat de opnamen van 1955 tot 1959
- 1999: Ich fühl' mich so ...hm ...hm, bevat de opnamen van 1959 tot 1964

## Filmografie
- 1958: Heimatlos, (dort sang sie Auf der Gamsbock Alm)
- 1959: La Paloma
- 1959: Mein Schatz, komm mit ans blaue Meer
- 1960: Gauner-Serenade
- 1960: Schlagerparade
- 1960: Das Rätsel der grünen Spinne
- 1961: Am Sonntag will mein Süßer mit mir segeln gehn
- 1962: Tanze mit mir in den Morgen
- 1964: Kennwort: Reiher
- 1965: Gestatten, mein Name ist Cox (aflevering: Springen gehört zum Handwerk)
- 1967: Der sanfte Lauf
- 1972: Sternschnuppe
- 1972: Depressionen
- 1981: Egon Schiele – Exzesse
- 1986: Kies

- Gemeinsame Normdatei: 134654714
- International Standard Name Identifier: 0000 0000 5553 6276
- Library of Congress Control Number: no98028679
- MusicBrainz: ec6ce14d-8c32-41dc-a3a4-f6c3a004dcde
- Virtual International Authority File: 63621303
- WorldCat: E39PBJr3ywRFwYRdMjJk8mg7pP